# جامعة بافالو
جامعة بافالو, هي جامعة عامة لها فروع متعددة تقع في بافالو وأمهرست، ولاية نيويورك، الولايات المتحدة. تأسست الجامعة في عام 1846 ككلية خاصة، ولكن في عام 1962 تم دمجها في جامعة ولاية نيويورك.
وفقًا لتصنيف مؤسسة كارنيجي لمؤسسات التعليم العالي، فأن جامعة بافالو مصنفة كجامعة بحثية لها أنشطة بحث علمي متطورة. في عام 1989، انتخبت الجامعة للانضمام إلى رابطة الجامعات الأمريكية، لتنضم إلى 61 جامعة بحثية رائدة في الولايات المتحدة وكندا. تخرج من الجامعة رؤساء للولايات المتحدة ورؤساء وزارت ورواد فضاء وحائزين على جائزة نوبل وجائزة بوليتزر، والعديد من الأفراد البارزين في مجالات أخرى. تضم الجامعة أكبر كلية طب وكلية الحقوق الحكومية الوحيدة في الولاية، وكلية للعمارة والتخطيط الحضري، وكلية للصيدلة. احتلت الجامعة المركز 38 في تفضيل الطلاب من داخل الولاية لها، والمركز 27 بين الطلاب من خارج الولاية وفق تصنيف عام 2012. ووفق تصنيف U.S. News and World Report لعام 2013 لأفضل الكليات، صنفت جامعة بافالو في المركز 106 بين جامعات الولايات المتحدة، والمركز 51 بين الجامعات العامة.